# 巴赫馬奇區

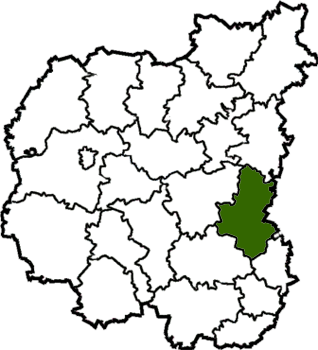
巴赫马奇区地图

巴赫馬奇區（烏克蘭語：Бахмацький район），曾是烏克蘭北部切爾尼戈夫州的一個區，行政中心設於巴赫馬奇，面積1,487平方公里，2013年人口46,695，人口密度每平方公里31.4人。
2020年7月18日，该区被废除，被并入尼任区。